# Ногтевы
Ногтевы — угасший русский княжеский род, Рюриковичи, отрасль князей Суздальский, ветвь князей Шуйских.
Род внесён в Бархатную книгу.

## Происхождение и история рода
Родоначальник князь суздальский Дмитрий Константинович Ноготь-Одноок — Рюрикович в XIV колене. В 1375 году вместе с братьями, князьями Дмитрием Старшим и Борисом участвовал в государевом походе к Твери. По нём его потомки приняли фамилию князей Ногтевы.

## Известные представители
| №                        | Имя, Отчество                 | № отца | Примечания |
| ------------------------ | ----------------------------- | ------ | --- |
| 1                        | Дмитрий Константинович Ноготь |        | Родоначальник, прозывался "Одноок" "Ноготь" и "Младший". В иноках Дионисий. Женат на Марии, в иночестве Марина, которая погребена в церкви Святого Александра Пертского (ранее был женским монастырём) в Суздале. Их потомки удельными князьями уже не являлись.                                                                                         |
| 2                        | Юрий Дмитриевич               | 1      | Известны по родословным. |
| 3                        | Андрей Юрьевич                | 2      | Известны по родословным. |
| 4                        | Андрей Андреевич              | 3      | |
| 5                        | Василий Андреевич             | 4      | Сын боярский, голова и воевода. |
| 6                        | Семён Васильевич              | 5      | В 1502 году послан первым в Казань для охранения и присмотра за казанским царём Махмет-Амином. |
| 7                        | Иван Васильевич               | 5      | Дворянин. В 1492 и 1495 годах участвовал в государевых походах на Новгород. В 1527-1528 годах воевода в Калуге. |
| 8                        | Василий Васильевич            | 5      | Погиб в 1506 году под Казанью. |
| 9                        | Андрей Семёнович              | 6      | В 1537 году воевода в Серпухове, а после в Муроме. В 1538 году второй воевода Большого полка на Угре. В 1539 году вновь воевода полка правой руки на Угре. В 1542 году воевода полка войск правой руки в Коломне. В 1543 году первый воевода Передового полка. В 1544 года воевода Сторожевого полка во Владимире, а в 1547 году, там же второй воевода. |
| 10                       | Иван Семёнович                | 6      | Воевода. |
| 11                       | Андрей Иванович (ум. 1578)    | 7      | Воевода и боярин (1560). |
| 12                       | Михаил Иванович               | 10     | Бежал в Литву при Иване Грозном, но при Фёдоре Ивановиче вернулся и упомянут в 1589 году вторым воеводой войск левой руки. |
| 13                       | Иван Андреевич                | 11     | В 1551 году записан во вторую статью московских детей боярских. В 1555 году голова для посылок в походе из Тулы в Коломну. В 1573 году прислан к Ивану Грозному от князя Воротынского с сеунчем о разбитии крымского хана. |
| 14                       | Даниил Андреевич              | 11     | Воевода в Туле (1576), участвовал в Ливонском походе (1578), его жена Анна Фёдоровна, в инокинях Евфимия, дала церковную утварь в Спасо-Ефимовский монастырь по его душе (1600). |
| Род князей Ногтевых угас |                               |        | |

Ту же фамилию носил князь и воевода Василий Андреевич Ногтев-Ноготок, сын князя Андрея Никитича Оболенского-Ногтя.